# Quenemo
Quenemo är en ort i Osage County i Kansas. Vid 2020 års folkräkning hade Quenemo 288 invånare.